# Euphysora knides
Euphysora knides är en nässeldjursart som beskrevs av Huang 1999. Euphysora knides ingår i släktet Euphysora och familjen Corymorphidae. Inga underarter finns listade i Catalogue of Life.